# Merimose

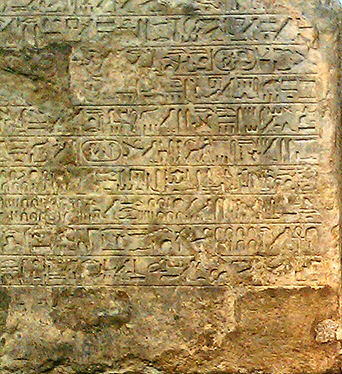
Stele aus Semna (Ausschnitt); British Museum (EA 657)

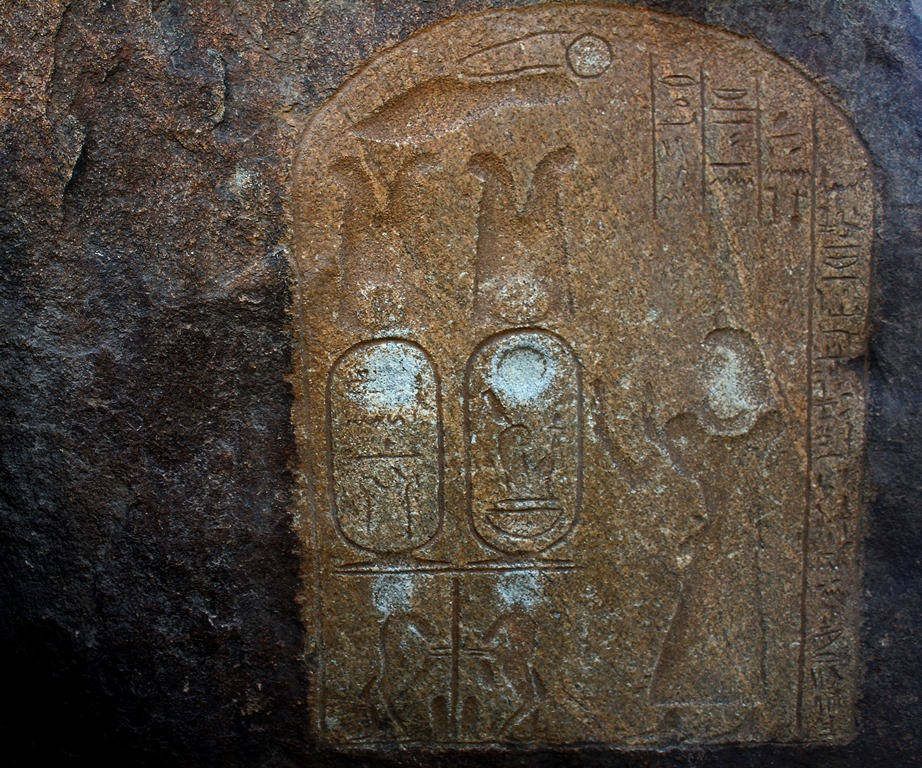
Stele aus Tombos (Merimose, eine Kartusche Amenophis III. anbetend)

Merimose war ein altägyptischer Beamter der 18. Dynastie, der unter Amenophis III. (etwa  1388 bis um 1351 v. Chr.) amtierte. Er trug den wichtigen Titel des Vizekönigs von Kusch und war damit der oberste Verwalter der nubischen Provinzen. Er ist der einzig bekannte Beamte mit diesem Titel aus der Regierungszeit von Amenophis III.

## Belege
Merimose ist auf zahlreichen Denkmälern bezeugt. Auf einer Stele aus Semna wird ein Militärunternehmen von Amenophis III. genannt, das Merimose leitete. Ein Nubienfeldzug des Herrschers ist für dessen 5. Regierungsjahr belegt, worauf sich vielleicht auch die Ereignisse dieser undatierten Stele beziehen, obwohl dies nicht sicher ist.
Merimose ist noch im 30. Jahr des Herrschers bei dessen Sedfest belegt, wodurch sich eine Amtszeit von mindestens 25 Jahren ergibt. Weiter ist er vor allem von einer Reihe von Felsinschriften in Unternubien bekannt.

## Grab
Sein Grab (TT383) liegt in Qurnet Murrai (Theben-West). Es wurde im letzten Jahrhundert als Wirtschaftsgebäude genutzt. Es fanden sich nur noch spärliche Reste von Dekorationen. In der Grabkammer standen drei ineinander gestellte Sarkophage, deren Fragmente sich in verschiedenen Museen der Welt befinden. Aus dem Grab stammen auch Kanopenkrüge, eine Statue und sogenannte Grabkegel. In der 22. Dynastie wurde Merimose unter Scheschonq I. zum Schutz vor Grabräubern in die Cachette von Deir el-Bahari umgebettet.